# پزشکان (مجموعه تلویزیونی لهستانی)
پزشکان (لهستانی: Lekarze) یک درام پزشکی تلویزیونی لهستانی است که در سال ۲۰۱۲ منتشر شد. این سریال یکی از پُرببینده‌ترین برنامه‌های تلویزیونی در زمان پخش خود بود.

## گزیدهٔ بازیگران

### اصلی
- ماگدالنا روژچکا
- یاتسک کومان
- دانوتا استنکا
- کاتاژینا بویاکویچ
- آگنیشکا ویندووخا
- شیمون بوبروفسکی
- پیوتر پولک
- مارچین پرخوچ
- وویچیخ ژیلینسکی
- وویچیخ متسفالدوفسکی
- بوریس شیتس
- پاوئو ماواشینسکی

### مکمل و فرعی
- آدام تسیفکا
- مارتا شچیسوویچ
- الکساندرا هامکاوو
- کاتاژینا وارنکه
- آندژی آندژیفسکی
- کارینا سِـوِرین
- پیوتر یاکوفسکی
- یاتسک کرول
- دانوتا بورسوک
- الژبیتا استاروستتسکا
- دانیل اولبریخسکی
- رومن گانتسارچیک
- مونیکا بوخوویتس
- میخاو مِـیِر
- پائولا مارچینیاک
- سیلویا بورونی
- آنا وویتون
- آگنیشکا پِشِـپیورسکا
- یانوش خابیور
- آنا ماتیشاک
- یوستینا بویچوک
- تادئوش وویتیخ
- آلدونا یانکوفسکا
- آنا لوتوسوافسکا
- ویسواف کوماسا
- لئون خارِویچ
- تومیرا کُوالیک
- پیوتر ژورافسکی
- ماچئی میکووایچیک
- کاژیمیش ویسوتا
- پاتریتسیا دورسکا
- داریوش کوردِک
- تادئوش بروفسکی
- میخاو شفچیک
- ائوگونیوش کویافسکی
- مودست روچینسکی
- ماگدالنا امیلیانوویچ
- هالینا روویتسکا
- ماگدالنا کوتا
- کریستینا رودکوفسکا-اوله‌ویچ
- آندژی کونوپکا
- میخاو چرنتسکی
- آنا پولونی
- پیوتر شیفکیـِویچ
- مارچین ترونسکی
- اُلگا بووانچ
- ماگدالنا بوچارسکا
- لشک پیسکورش
- ماریوش یاکوس
- مارِک شودیم
- کریستینا شنکیه‌ویچ
- لِـشِک زدونی
- آندژی نِـیمان
- اِوا تِـلِـگا
- مونیکا کشیفکوفسکا
- الکساندرا یوستا
- پاوئو کلشچ
- ایلونا خوینوفسکا
- سزاری ووکاشویچ
- والدمار چیشاک
- ماریا چونلیس
- آندژی دسکور
- کشیشتف تینیـِتس
- وویچیخ کالاروس
- سباستیان استانکیه‌ویچ
- آرکادیوش یانیچک

## آمار پخش
| فصل‌ها | قسمت‌ها | زمان پخش       | تاریخ پخش نخستین قسمت | تاریخ پخش آخرین قسمت | فصل انتشار | تعداد بینندگان (میلیون) | سهم متوسط (۴+) | سهم متوسط (۱۶–۴۹) |
| ----- | ------ | -------------- | --------------------- | -------------------- | ---------- | ----------------------- | -------------- | ----------------- |
| ۱     | ۱۳     | دوشنبه ۹:۳۰ شب | ۳ سپتامبر ۲۰۱۲        | ۲۶ نوامبر ۲۰۱۲       | پائیز ۲۰۱۲ | ۳٫۰۵                    | ۲۳٫۱٪          | ۲۳٫۹٪             |
| ۲     | ۱۳     | دوشنبه ۹:۳۰ شب | ۲۵ فوریه ۲۰۱۳         | ۲۷ مه ۲۰۱۳           | بهار ۲۰۱۳  | ۲٫۷۷                    | ۲۰٫۳٪          | ۲۱٫۲٪             |
| ۳     | ۱۳     | دوشنبه ۹:۳۰ شب | ۲ سپتامبر ۲۰۱۳        | ۲۵ نوامبر ۲۰۱۳       | پائیز ۲۰۱۳ | ۲٫۷۲                    | ۲۰٫۱٪          | ۲۱٫۳٪             |
| ۴     | ۱۳     | یکشنبه ۸ شب    | ۲ مارس ۲۰۱۴           | ۲۵ مه ۲۰۱۴           | بهار ۲۰۱۴  | ۲٫۳۴                    | ۱۳٫۸٪          | ۱۵٫۴٪             |
| ۵     | ۱۳     | یکشنبه ۹ شب    | ۷ سپتامبر ۲۰۱۴        | ۳۰ نوامبر ۲۰۱۴       | پائیز ۲۰۱۴ | TBA                     | TBA            | TBA               |